# Nederlandse kampioenschappen schaatsen afstanden 1991
De Nederlandse kampioenschappen afstanden 1991 werden in maart 1991 gehouden in Den Haag op de schaatsbaan De Uithof.

## Mannen

### 500 meter
| #  | Schaatser           | 500m    |
| -- | ------------------- | ------- |
| 1  | Gerard van Velde    | 0.38,26 |
| 2  | Bauke Jonkman       | 0.38,54 |
| 3  | Hans Janssen        | 0.38,70 |
| 4  | Gerjan van de Brink | 0.38,90 |
| 5  | Menno Boelsma       | 0.39,00 |
| 6  | Jan Jan Brouwer     | 0.39,15 |
| 7  | Marco Groeneveld    | 0.39,16 |
| 8  | Tjerk Terpstra      | 0.39,32 |
| 9  | Andries Kramer      | 0.39,38 |
| 10 | Arnold van der Poel | 0.39,47 |
| 11 | Ron den Braber      | 0.39,56 |
| 12 | Eric de Haan        | 0.39,80 |
| 13 | Dennis Duba         | 0.39,85 |
| 14 | Gert Jan Oosterbos  | 0.39,87 |
| 15 | Arjan Overdevest    | 0.39,91 |
| 16 | Gerard Aardema      | 0.39,96 |
| 17 | Huub Stiekema       | 0.40,33 |
| 18 | Rogier Pastor       | 0.40,42 |
| 19 | Klaas Anne Terpstra | 0.40,50 |
| 20 | Marco de Groot      | 0.40,69 |
| 21 | Erik Bouwman        | 0.40,85 |

### 1000 meter
| #  | Schaatser           | 1000m   |
| -- | ------------------- | ------- |
| 1  | Gerard van Velde    | 1.17,45 |
| 2  | Marco Groeneveld    | 1.17,92 |
| 3  | Erik de Vries       | 1.18,12 |
| 4  | Arnold van der Poel | 1.18,24 |
| 5  | Hans Janssen        | 1.18,25 |
| 6  | Nico van der Vlies  | 1.18,26 |
| 7  | Gerjan van de Brink | 1.18,46 |
| 8  | Marcel Bliek        | 1.18,72 |
| 9  | Conrad Alleblas     | 1.19,25 |
| 10 | Bauke Jonkman       | 1.19,26 |
| 11 | Pieter Pieterse     | 1.19,34 |
| 12 | Jakko Jan Leeuwangh | 1.19,89 |
| 13 | Eric de Haan        | 1.19,92 |
| 14 | Huub Stiekema       | 1.20,17 |
| 15 | Rogier Pastor       | 1.20,36 |
| 16 | Jan Jan Brouwer     | 1.20,96 |
| 17 | Tjerk Terpstra      | 1.21,1  |
| 18 | Henk Groen          | 1.21,88 |

### 1500 meter
| #  | Schaatser           | 1500m   |
| -- | ------------------- | ------- |
| 1  | Leo Visser          | 1.57,24 |
| 2  | Bart Veldkamp       | 1.58,04 |
| 3  | Thomas Bos          | 1.58,88 |
| 4  | Rintje Ritsma       | 1.59,27 |
| 5  | Nico van der Vlies  | 1.59,43 |
| 6  | Dennis Duba         | 1.59,57 |
| 7  | Cor Jan Smulders    | 2.00,17 |
| 8  | Conrad Alleblas     | 2.00,37 |
| 9  | Erik de Vries       | 2.00,43 |
| 10 | Gerard van Velde    | 2.00,73 |
| 11 | Pieter Pieterse     | 2.01,29 |
| 12 | Gerjan van de Brink | 2.01,84 |
| 13 | Marco Groeneveld    | 2.02,26 |
| 14 | Jeroen Straathof    | 2.03,12 |
| 15 | Hans Janssen        | 2.03,41 |
| 16 | Rudi Groenendal     | 2.04,03 |
| 17 | Huub Stiekema       | 2.04,24 |
| 18 | Jan Terpstra        | 2.04,43 |
| 19 | René Postma         | 2.06,05 |
| 20 | Arjan de Groot      | 2.06,09 |
| DQ | Gert Bloemberg      | -       |

### 5000 meter
| #  | Schaatser                    | 5000m   |
| -- | ---------------------------- | ------- |
| 1  | Bart Veldkamp                | 6.51,60 |
| 2  | Leo Visser                   | 6.56,67 |
| 3  | Robert Vunderink             | 6.57,78 |
| 4  | Rintje Ritsma                | 6.57,82 |
| 5  | Thomas Bos                   | 7.02,07 |
| 6  | Arnold Stam                  | 7.06,43 |
| 7  | Conrad Alleblas              | 7.08,46 |
| 8  | Dennis Duba                  | 7.10,46 |
| 9  | Marcel Nat                   | 7.14,17 |
| 10 | Bert Koopmans                | 7.14,73 |
| 11 | Arjan Kooij                  | 7.16,92 |
| 12 | Fausto de Oliveira Marreiros | 7.17,29 |
| 13 | Cor Jan Smulders             | 7.17,35 |
| 14 | Gert Bloemberg               | 7.23,76 |
| 15 | René Postma                  | 7.27,02 |
| 16 | Fred Oosterlaan              | 7.27,10 |
| 17 | Rudi Groenendal              | 7.28,62 |
| 18 | Marco Groeneveld             | 7.29,50 |
| 19 | Peter de Vries               | 7.32,42 |
| 20 | Jakko Jan Leeuwangh          | 7.34,30 |

### 10000 meter
| #  | Schaatser                    | 10000m   |
| -- | ---------------------------- | -------- |
| 1  | Bart Veldkamp                | 14.13,55 |
| 2  | Robert Vunderink             | 14.23,50 |
| 3  | Arnold Stam                  | 14.34,69 |
| 4  | Leo Visser                   | 14.39,94 |
| 5  | Thomas Bos                   | 14.43,18 |
| 6  | Rintje Ritsma                | 14.44,32 |
| 7  | Conrad Alleblas              | 14.47,14 |
| 8  | Dennis Duba                  | 14.59,33 |
| 9  | Fausto de Oliveira Marreiros | 15.01,19 |
| 10 | Arjan Kooij                  | 15.06,86 |
| 11 | Marcel Nat                   | 15.13,95 |
| 12 | Henk Tingen                  | 15.18,47 |
| 13 | Marcel Hogervorst            | 15.33,88 |
| 14 | René Postma                  | 15.41,59 |

## Vrouwen

### 500 meter
| #  | Schaatser            | 500m    |
| -- | -------------------- | ------- |
| 1  | Christine Aaftink    | 0.41,25 |
| 2  | Marieke Stam         | 0.41,52 |
| 3  | Anita Loorbach       | 0.41,77 |
| 4  | Herma Meijer         | 0.41,89 |
| 5  | Renske Vellinga      | 0.43,00 |
| 6  | Wendy van der Poel   | 0.43,12 |
| 7  | Marga Preuter        | 0.43,38 |
| 8  | Sandra Voetelink     | 0.43,39 |
| 9  | Tineke Hulzebosch    | 0.43,48 |
| 10 | Marion van Zuilen    | 0.43,49 |
| 11 | Alida Pasveer        | 0.43,71 |
| 12 | Janny Zonderland     | 0.43,87 |
| 13 | Andrea Nuyt          | 0.44,06 |
| 14 | Annamarie Thomas     | 0.44,12 |
| 15 | Manuela Ossendrijver | 0.44,17 |
| 16 | Linda Nat            | 0.44,20 |
| 17 | Jolanda Grimbergen   | 0.44,28 |
| 18 | Lia van Schie        | 0.44,46 |
| 19 | Sandra Zwolle        | 0.44,67 |

### 1000 meter
| #  | Schaatser            | 1000m   |
| -- | -------------------- | ------- |
| 1  | Christine Aaftink    | 1.24,47 |
| 2  | Marieke Stam         | 1.25,30 |
| 3  | Anita Loorbach       | 1.26,19 |
| 4  | Marion van Zuilen    | 1.27,44 |
| 5  | Herma Meijer         | 1.27,70 |
| 6  | Alida Pasveer        | 1.27,95 |
| 7  | Marga Preuter        | 1.28,13 |
| 8  | Sandra Voetelink     | 1.28,16 |
| 9  | Wendy van der Poel   | 1.28,39 |
| 10 | Linda Nat            | 1.28,67 |
| 11 | Manuela Ossendrijver | 1.28,80 |
| 12 | Annamarie Thomas     | 1.28,81 |
| 13 | Indra Arendz         | 1.29,27 |
| 14 | Henriëtte Vooys      | 1.29,97 |
| 15 | Marjan Mager         | 1.30,64 |
| 16 | Tineke Hulzebosch    | 1.31,57 |

### 1500 meter
| #  | Schaatser            | 1500m   |
| -- | -------------------- | ------- |
| 1  | Lia van Schie        | 2.14,52 |
| 2  | Marieke Stam         | 2.16,10 |
| 3  | Herma Meijer         | 2.16,13 |
| 4  | Christine Aaftink    | 2.16,62 |
| 5  | Marion van Zuilen    | 2.17,19 |
| 6  | Hanneke de Vries     | 2.17,44 |
| 7  | Anita Loorbach       | 2.18,63 |
| 8  | Annamarie Thomas     | 2.19,12 |
| 9  | Manuela Ossendrijver | 2.19,42 |
| 10 | Jolanda Grimbergen   | 2.20,32 |
| 11 | Henriëtte Vooys      | 2.20,49 |
| 12 | Gonnie Brunia        | 2.20,98 |
| 13 | Indra Arendz         | 2.20,99 |
| 14 | Linda Nat            | 2.21,33 |
| 15 | Marjan Mager         | 2.22,66 |

### 3000 meter
| #  | Schaatser            | 3000m   |
| -- | -------------------- | ------- |
| 1  | Lia van Schie        | 4.37,05 |
| 2  | Jolanda Grimbergen   | 4.40,76 |
| 3  | Hanneke de Vries     | 4.42,92 |
| 4  | Ingrid van der Voort | 4.45,63 |
| 5  | Harkelien Kruyer     | 4.47,04 |
| 6  | Henriëtte Vooys      | 4.47,21 |
| 7  | Marion van Zuilen    | 4.47,36 |
| 8  | Gonnie Brunia        | 4.48,41 |
| 9  | Monique Cammeraat    | 4.49,41 |
| 10 | Sandra Zwolle        | 4.49,54 |
| 11 | Linda Nat            | 4.50,85 |
| 12 | Marjan Mager         | 4.52,19 |

### 5000 meter
| # | Schaatser              | 5000m   |
| - | ---------------------- | ------- |
| 1 | Lia van Schie          | 8.02,41 |
| 2 | Hanneke de Vries       | 8.11,54 |
| 3 | Esmeralda Ossendrijver | 8.22,67 |
| 4 | Harkelien Kruyer       | 8.24,31 |
| 5 | Henriëtte Vooys        | 8.24,52 |
| 6 | Marjan Mager           | 8.36,63 |